# Nowa Sburjiwka
Nowa Sburjiwka (ukrainisch Нова Збур'ївка; russisch Новая Збурьевка Nowaja Sburjewka) ist ein Dorf in der ukrainischen Oblast Cherson mit etwa 7400 Einwohnern.
Nowa Sburjiwka liegt an der Territorialstraße T–22–16 im Rajon Skadowsk. Das 1774 gegründete Dorf grenzt im Norden an Stara Sburjiwka und ist etwa 11 km von der nordöstlich gelegenen ehemaligen Rajonhauptstadt Hola Prystan entfernt.
Am 12. Juni 2020 wurde das Dorf ein Teil der Stadtgemeinde Hola Prystan; bis dahin bildete es die Landratsgemeinde Nowa Sburjiwka (Новозбур'ївська сільська рада/Nowosburjiwkska silska rada) im Norden des Rajons Hola Prystan.
Seit dem 17. Juli 2020 ist sie ein Teil des Rajons Skadowsk.